# Nauka prawa
Nauka prawa (russisch Наука права, zu deutsch Rechtswissenschaft) ist eine wissenschaftliche juristische elektronische Bibliothek. Sie enthält Werke erschienen im Russischen Kaiserreich, der Sowjetunion und der Russischen Föderation.
Sie hat nach eigenen Angaben mehr als 40 000 Publikationen digitalisiert, die in irgendeiner Form Jura-bezogen sind. Sie gehen teilweise bis 1787 zurück. Zum Bestand gehören Rechtslehrbücher des Russischen Reiches, aber auch Protokolle von Sitzungen der Staatsduma ab 1906 etc.